# Worms Armageddon
Worms Armageddon (tạm dịch: Cuộc thánh chiến của những chú sâu) là tựa game chiến lược theo lượt được hãng Team17 phát triển và phát hành vào năm 1999. Ban đầu nó được phát hành cho hệ điều hành Microsoft Windows, và sau đó được chuyển đổi sang hệ máy chơi game PlayStation, Dreamcast, Nintendo 64 và Game Boy Color. Worms Armageddon là phần thứ ba trong loạt game Worms. Trong trò chơi này, người chơi sẽ điều khiển một đội gồm tối đa tám con giun đất có nhiệm vụ đánh bại đội của đối thủ bằng nhiều loại vũ khí theo ý mình. Trò chơi diễn ra trên bàn cờ dạng hai chiều có thể phá hủy và dễ dàng tùy chỉnh và có đồ họa mang đậm phong cách hoạt hình và thương hiệu hài hước độc đáo.
Worms Armageddon ban đầu được phát triển làm bản mở rộng dành cho Worms 2 và ban đầu có tên là Wormageddon trước khi nó được phát hành dưới dạng một trò chơi độc lập. Worms Armageddon được giới phê bình game đánh giá cao và tán thưởng vì lối chơi tinh tế và đồ họa cách điệu, và trò chơi này còn được đưa vào một số danh sách "tựa game hay nhất mọi thời đại". Worms Armageddon vẫn được cập nhật định kỳ vào năm 2020 và được phát hành trên nền tảng Steam vào năm 2013.

## Nội dung
Game là câu chuyện về trận chiến cuối cùng giữa thiện và ác trong ngày phán xét. Trong game bạn sẽ điều khiển những chú sâu tinh nghịch lần lượt lựa chọn sử dụng trong số vũ khí và dụng cụ được trang bị nhằm tiêu diệt đối phương. Có các vũ khí đặc biệt như bom thử nghiệm hạt nhân, cung tên, Bom Hóa chất, động đất, đóng băng, Bom nổ tự sát, lính cừu Pháp và cừu Aqua.

## Thể loại
Chiến thuật theo lượt. Đây là 1 game rất thích hợp để giải trí, thư giãn; Người chơi có thể lựa chọn chế độ chơi đơn, đội nhóm tại chỗ hoặc kết nối thông qua mạng Internet. 
Trong chế độ chơi đơn, người chơi thực hiện nhiệm vụ vượt 30 cửa hoặc chế độ chơi Deathmatch.

## Các phiên bản khác
- Worm 2
- Worm world Party